# Caio Mario Garrubba
Caio Mario Garrubba (19. prosince 1923 – 3. května 2015) byl italský fotograf.

## Životopis
Caio Mario Garrubba se narodil v Neapoli do rodiny z kalábrijské buržoazie. Jeho dědeček byl univerzitní profesor a jeho otec chirurg. Od roku 1941 do roku 1947 začal studovat medicínu, poté historii a filozofii. V roce 1946 vstoupil do komunistické strany, o rok později se rozhodl zanechat vysokoškolská studia a začal pracovat v Římě v odborových novinách Italské Všeobecné konfederace práce.
V roce 1952 se vrátil do Španělska vybavený fotoaparátem Rolleiflex, kde pořídil své první fotografie, které byly publikovány v týdeníku Il Mondo. Začal tak svou kariéru fotoreportéra. Ve stejném roce založil s Francem Pinnou (Franco Pinna), Pliniem De Martiisem, Pablem Voltou (Pablo Volta) a Nicolou Sansonem organizaci Photographes associés, která byla v roce 1954 kvůli ekonomickým potížím rozpuštěna.
V roce 1957 byl Caio Mario Garrubba po Henri Cartier-Bressonovi druhým západním fotografem oprávněným vstoupit do Číny. Hodně také pracoval v bývalých východních zemích a při veškeré své práci se zajímal především o každodenní život obyčejných lidí. Fotografoval také v Československu, jak dokládá jeho snímek z Václavského náměstí z roku 1957.
V roce 1962 se ve Varšavě oženil s Allou Evgrafovnou Folomietovou (9. listopadu 1931 – 4. ledna 2019 ), která obdržela 27. prosince 1990 Řád za zásluhy Commendatore Italské republiky a která ho provázela po celý život.
Caio Mario Garrubba umřel ve Spoletu dne 3. května 2015 ve věku 91 let.

## Výstavy

### Samostatné výstavy
- 1961: Un punto di vista, Galleria La Tartaruga, Řím
- 1963–1964: Sguardo sulla Cina, Pesaro, Palermo, Janov, Řím
- 1969: Caio Carrubba, Moskva
- 1969: Caio Carrubba, Vilnius, Litva
- 1970: New! York City Transit System, Galleria La Tartaruga, Řím
- 1973: Neapol d'inverno, Villa Pignatelli, Neapol
- 1988: Caio Carrubba, Moskva, SSSR
- 1988: Dal punto di vista, Leningrad
- 1988: Caio Garrubba, Vilnius, Litva
- 1992: Uno & Due, Punto Eggi / Eggi di Spoleto, Spoleto
- 2005: Arte contemporanea, Centro commercial Cinecittà 2, Řím

### Kolektivní výstavy
- 1965: 1 Weltausstellung der Photographie, Německo
- 1967: The Camera as Witness (Kamera jako svědek), Kanada
- 1968: Photokina, Kolín nad Rýnem
- 1968: 2 Weltausstellung der Photographie, Německo
- 1973: 3 Weltausstellung der Photographie, Německo
- 1978–1979: Per una storia del fotogiornalismo v Itálii Milán, Turín, Palermo, Sorrento
- 1981–1982: L'informazione negata, Bari, Cagliari, Milán
- 1983: Premio Scanno, Scanno (AQ)
- 1990: Il mondo dei fotografi, Istituto nazionale per la grafica, Řím
- 2005: Il fotogiornalismo in Italia 1945-2005, Linee di tendenza e percorsi, Palazzo Bricherasio, Turín, Milán, Cagliari, Montpellier
- 2006: Pogrom a Leapoli 1941, Punto Eggi / Eggi di Spoleto, Spoleto
- 2010: La fotografia v Itálii, Centro internazionale di Fotografia, Milan

### Posmrtné výstavy
- 2015: La Calabria di Caio Carrubba, Festival del Peperoncino, Diamante
- 2016: Il mondo di Caio M. Garruba, Punto Eggi / Eggi di Spoleto, Spoleto
- 2017: CAIO MARIO GARRUBA. I cinesi nel 1959, Brescia Photo Festival, Brescia
- 2019: Lontano. Caio Mario Garruba. Fotografie. Galleria Nazionale, Řím

## Ceny a vyznamenání
- 1965: 1. mezinárodní fotografická (ex-equo), Janov